# Spargania nigrirubrata
Spargania nigrirubrata är en fjärilsart som beskrevs av W. Warren 1904. Spargania nigrirubrata ingår i släktet Spargania och familjen mätare. Inga underarter finns listade i Catalogue of Life.